# Records en championnat du monde des rallyes
Liste des principaux records en championnat du monde des rallyes (WRC) incluant les statistiques depuis les débuts en 1973.

## Liste des records
- Mise à jour à l'issue du Rallye Monte-Carlo 2022

| Records : pilotes                                                            | Records : pilotes          | Records : pilotes                                                         | Records : pilotes |
| Titres                                                                       | Titres                     | Titres                                                                    | Titres |
| Record                                                                       | Valeur(s)                  | Pilote                                                                    | Commentaire |
| ---------------------------------------------------------------------------- | -------------------------- | ------------------------------------------------------------------------- | --- |
| Titres de champion du monde                                                  | 9                          | Sébastien Loeb                                                            | Champion 2004, 2005, 2006, 2007, 2008, 2009, 2010, 2011, 2012 |
| Titres de champion du monde consécutifs                                      | 9                          | Sébastien Loeb                                                            | Champion 2004, 2005, 2006, 2007, 2008, 2009, 2010, 2011, 2012 |
| Champion avec le plus grand écart de points                                  | 114 pts                    | Sébastien Ogier                                                           | Lors du championnat du monde 2013 face à Thierry Neuville (290 pts pour Ogier contre 176 pts pour Neuville) |
| Champion avec le ratio d'écart de points le plus élevé                       | 35 %                       | Sébastien Loeb                                                            | 56 points d'écart sur 160 possibles lors du championnat du monde 2005 face à Petter Solberg (127 pts pour Loeb contre 71 pts pour Solberg) |
| Champion avec le plus grand écart de points sur son coéquipier               | 128 pts                    | Sébastien Ogier                                                           | Lors du championnat du monde 2013 par rapport à Jari-Matti Latvala (290 pts pour Ogier contre 162 pts pour Latvala) |
| Champion avec le plus de victoires sur la saison                             | 11                         | Sébastien Loeb                                                            | Lors du championnat du monde 2008. Sur une saison qui comporte 15 rallyes (13 actuellement sur une année) |
| Champion avec le meilleur ratio de victoires sur la saison                   | 73,33 %                    | Sébastien Loeb                                                            | Lors du championnat du monde 2008 : 11 victoires sur 15 rallyes |
| Champion avec le meilleur ratio de victoires sur la saison (par engagements) | 83,33 %                    | Massimo Biasion                                                           | Lors du championnat du monde 1989 : 5 victoires sur 6 engagements |
| Champion avec le plus de constructeurs différents                            | 3                          | Sébastien Ogier                                                           | avec Volkswagen, M-Sport et Toyota |
| Champion le plus jeune                                                       | 22 ans et 1 jour           | Kalle Rovanperä                                                           | Lors du championnat du monde 2022 |
| Champion le plus âgé                                                         | 41 ans                     | Hannu Mikkola                                                             | Lors du championnat du monde 1983 |
| Champion avec le plus petit écart de point                                   | 1 pt                       | Björn Waldegård Tommi Mäkinen Petter Solberg Sébastien Loeb               | au championnat du monde 1979, avec Hannu Mikkola : 112 pts contre 111 pts au championnat du monde 1997, avec Colin McRae : 63 pts contre 62 pts au championnat du monde 2003, avec Sébastien Loeb : 72 pts contre 71 pts au championnat du monde 2006, avec Marcus Grönholm : 112 pts contre 111 pts au championnat du monde 2009, avec Mikko Hirvonen : 93 pts contre 92 pts |
| Champion avec le moins de victoires sur la saison                            | 1                          | Richard Burns                                                             | Lors du championnat du monde 2001 |
| Champion avec le plus faible ratio de victoires sur la saison                | 7,14 %                     | Richard Burns                                                             | Lors du championnat du monde 2001 : 1 victoire sur 14 rallyes |
| Victoires                                                                    |                            |                                                                           | |
| Victoires (toutes surfaces)                                                  | 80                         | Sébastien Loeb                                                            | http://www.juwra.com/driver_statistics_wins.html |
| Moyenne de victoires par rallyes engagés                                     | 44 ,20%                    | Sébastien Loeb                                                            | http://www.juwra.com/driver_statistics_win_ratio.html |
| Rallyes différents remportés                                                 | 23                         | Sébastien Loeb                                                            | http://www.juwra.com/stats_driver_wins_different_rally.html |
| Victoires consécutives (toutes surfaces)                                     | 6                          | Sébastien Loeb                                                            | du Rallye de Nouvelle-Zélande 2005 au Rallye d'Argentine 2005 du Rallye de Grande-Bretagne 2008 au Rallye d'Argentine 2009 |
| Victoires sur terre                                                          | 43                         | Sébastien Loeb                                                            | |
| Victoires sur asphalte                                                       | 35                         | Sébastien Loeb                                                            | |
| Victoires consécutives sur asphalte (100 % asphalte)                         | 18                         | Sébastien Loeb                                                            | du Rallye d'Allemagne 2005 au Rallye d'Alsace 2010 |
| Victoires sur neige                                                          | 5                          | Stig Blomqvist Marcus Grönholm                                            | au Rallye de Suède 1973, 1977, 1979, 1982, 1984 au Rallye de Suède 2000, 2002, 2003, 2006, 2007 |
| Victoires consécutives sur neige                                             | 2                          | Mats Jonsson Tommi Mäkinen Marcus Grönholm Mikko Hirvonen Sébastien Ogier | au Rallye de Suède 1992, 1993 au Rallye de Suède 1998, 1999 au Rallye de Suède 2002, 2003 et 2006, 2007 au Rallye de Suède 2010, 2011 au Rallye de Suède 2015, 2016 |
| Victoires à domicile                                                         | 7                          | Marcus Grönholm                                                           | au Rallye de Finlande 2000, 2001, 2002, 2004, 2005, 2006, 2007 |
| Victoires sur le même rallye                                                 | 9                          | Sébastien Loeb                                                            | au Rallye d'Allemagne et aussi au Rallye de Catalogne |
| Victoire avec le plus grand écart                                            | 2 h 47 min 2 s             | Achim Warmbold                                                            | 2h 47m 2s d'avance sur Egon Culmbacher au Rallye de Pologne, le 15 juillet 1973. |
| Victoire avec le plus petit écart                                            | 0,2 s                      | Sébastien Ogier                                                           | 0,2 seconde d'avance sur Jari-Matti Latvala au Rallye de Jordanie, le 16 avril 2011. |
| Vainqueur le plus jeune                                                      | 20 ans 291 jours           | Kalle Rovanperä                                                           | au Rallye d'Estonie 2021 |
| Vainqueur le plus âgé                                                        | 47 ans 10 mois et 25 jours | Sébastien Loeb                                                            | au Rallye Monte-Carlo 2022 |
| Rallyes dominés de bout en bout                                              | 19                         | Sébastien Loeb                                                            | http://www.juwra.com/rally_dominance_statistics.html |
| Vainqueur avec la plus grande vitesse moyenne                                | 126,60 km/h                | Kris Meeke                                                                | au Rallye de Finlande 2016 sur Citroen DS3 WRC |
| Vainqueur avec la plus faible vitesse moyenne                                | 44,15 km/h                 | Jean-Luc Thérier                                                          | au Rallye Sanremo 1973 avec une Renault-Alpine A110 1800 |
| Victoire avec différents copilotes                                           | 5                          | Juha Kankkunen                                                            | http://www.juwra.com/stats_driver_codriver_diversity.html |
| Victoire avec différents constructeurs                                       | 5                          | Hannu Mikkola                                                             | http://www.juwra.com/stats_driver_make_diversity.html |
| Écart entre deux victoires : en durée                                        | 5 ans 359 jours            | Shekhar Mehta Jean-Luc Therier                                            | du Rallye Safari 1973 au Rallye Safari 1979 du Rallye Press on Regardless 1974 au Tour de Corse 1980 |
| Écart entre deux victoires : en nombre de départs                            | 44                         | Juha Kankkunen                                                            | du Rallye du Portugal 1994 au Rallye d'Argentine 1999 |
| Saisons avec au moins une victoire                                           | 14                         | Sébastien Loeb                                                            | http://www.juwra.com/loeb_sebastien.html |
| Podiums                                                                      |                            |                                                                           | |
| Podiums                                                                      | 120                        | Sébastien Loeb                                                            | http://www.juwra.com/driver_statistics_podiums.html |
| 2e places                                                                    | 36                         | Carlos Sainz                                                              | http://www.juwra.com/driver_statistics_second_places.html |
| 3e places                                                                    | 35                         | Carlos Sainz                                                              | |
| Podiums consécutifs                                                          | 15                         | Sébastien Loeb                                                            | du Rallye de Sardaigne 2008 au Rallye d'Argentine 2009 |
| Podiums en une saison                                                        | 13                         | Sébastien Loeb                                                            | Lors des championnats du monde 2005, 2007 et 2008 |
| Ratio de podiums sur une saison                                              | 92,31 %                    | Sébastien Loeb                                                            | Lors du championnat du monde 2010 : 12 podium sur 13 rallyes |
| Saisons avec au moins un podium                                              | 17                         | Stig Blomqvist Carlos Sainz                                               | http://www.juwra.com/blomqvist_stig.html http://www.juwra.com/sainz_carlos.html |
| Saisons consécutives avec au moins un podium                                 | 17                         | Carlos Sainz                                                              | de 1989 à 2005 |
| Pilote le plus âgé                                                           | 62                         | Adolphe Choteau                                                           | 1983 3e du Bandama (et 12 ans après le premier championnat ivoirien, qu'il remporte) |
| Étapes spéciales                                                             |                            |                                                                           | |
| Victoires d'étapes spéciales                                                 | 935                        | Sébastien Loeb                                                            | http://www.juwra.com/stats_ss_wins.html |
| Victoires d'étapes spéciales sur une saison                                  | 141                        | Hannu Mikkola                                                             | http://www.juwra.com/season_1981_stats_stage_wins.html : 141 temps scratch sur 398 spéciales (35,43 % des ES) |
| Ratio de victoires d'étapes spéciales sur une saison                         | 46,25 %                    | Sébastien Ogier                                                           | http://www.juwra.com/season_2013_stats_stage_wins.html : 111 temps scratch sur 240 spéciales (les spéciales annulées sont comptées dans les 240). |
| Étapes spéciales disputées comme leader                                      | 1335                       | Sébastien Loeb                                                            | 2002=33, 2003=70, 2004=97, 2005=173, 2006=163, 2007=131, 2008=160, 2009=107, 2010=118, 2011=89, 2012=151, 2013=28, 2015=6, 2018=3, 2022=6 |
| Étapes spéciales disputées comme leader sur une saison                       | 175                        | Hannu Mikkola                                                             | http://www.juwra.com/season_1981_stats_leaders.html : 175 ES en tête sur 398 spéciales (43,97 % des ES) |
| Ratio d'étapes spéciales disputées comme leader sur une saison               | 62,92 %                    | Sébastien Ogier                                                           | http://www.juwra.com/season_2013_stats_leaders.html : 151 ES en tête sur 240 spéciales |
| Vainqueur de toutes les spéciales d’un même rallye                           | 1                          | Sébastien Loeb                                                            | au Tour de Corse 2005 (12 spéciales) |
| Scratch avec la plus grande vitesse moyenne                                  | 189,53 km/h                | Stig Blomqvist                                                            | Lors de l'étape spéciale 1 du Rallye d'Argentine 1983 |
| Étape spéciale la plus longue                                                | 786 km                     | Timo Mäkinen                                                              | avant-dernière étape spéciale dite Transmarocaine du Rallye du Maroc 1975 |
| Points                                                                       |                            |                                                                           | |
| Points marqués (tous barèmes confondus)                                      | 2 571 pts                  | Sébastien Ogier                                                           | http://www.juwra.com/driver_statistics_points.html |
| Rallyes consécutifs dans les points                                          | 28                         | Sébastien Loeb                                                            | du Rallye de Pologne 2009 au Rallye d'Australie 2011 |
| Points marqués en une saison                                                 | 290 pts                    | Sébastien Ogier                                                           | Lors du championnat du monde 2013 |
| Ratio de points marqués sur une saison                                       | 84,92 %                    | Sébastien Loeb                                                            | Lors du championnat du monde 2010 : 276 points sur 325 possibles |
| Rallyes terminés dans les points                                             | 141                        | Sebastien Loeb                                                            | http://www.juwra.com/sainz_carlos.html |
| Rallyes terminés dans les points sur une saison                              | 15                         | Mikko Hirvonen                                                            | Lors des championnats du monde 2007 et 2008 |
| Ratio de rallyes terminés dans les points sur une saison                     | 100 %                      | Mikko Hirvonen Sébastien Loeb                                             | Lors du championnat du monde 2008 : 15 rallyes dans les points sur 15 Lors du championnat du monde 2010 : 13 rallyes dans les points sur 13 |
| Power Stage (depuis 2011)                                                    |                            |                                                                           | |
| Victoires de Power Stage                                                     | 41                         | Sébastien Ogier                                                           | |
| Power Stage en une saison                                                    | 9                          | Sébastien Ogier                                                           | Saison 2015 |
| Ratio de Power Stage remportées en une saison                                | 69,23 %                    | Sébastien Ogier                                                           | Lors du championnat du monde 2015 avec 9 Power Stage sur les 13 rallyes |
| Participations                                                               |                            |                                                                           | |
| Départs                                                                      | 209                        | Jari-Matti Latvala                                                        | http://www.juwra.com/driver_statistics_starts.html |
| Saisons avec au moins un départ                                              | 32                         | Stig Blomqvist                                                            | de 1973 à 2006 (sauf 1990 et 1998) : 32 saisons sur 34 possible |
| Saisons consécutives avec au moins un départ                                 | 23                         | Kenneth Eriksson                                                          | de 1980 à 2002 (voir : http://www.juwra.com/eriksson_kenneth.html) |
| Départs sur le même rallye                                                   | 18                         | Nicolas Koob (L)                                                          | au Rallye de Monte-Carlo |
| Classements sur le même rallye                                               | 25                         | Stig Blomqvist                                                            | au rallye de Suède |
| Records : copilotes                                                          |                            |                                                                           | |
| Titres                                                                       |                            |                                                                           | |
| Record                                                                       | Valeur(s)                  | Copilote                                                                  | Commentaire |
| Titres de champion du monde                                                  | 9                          | Daniel Elena                                                              | Champion 2004, 2005, 2006, 2007, 2008, 2009, 2010, 2011, 2012 |
| Titres de champion du monde consécutifs                                      | 9                          | Daniel Elena                                                              | Champion 2004, 2005, 2006, 2007, 2008, 2009, 2010, 2011, 2012 |
| Titres avec des pilotes différents                                           | 2                          | Seppo Harjanne                                                            | Timo Salonen (1) et Tommi Mäkinen (2) |
| Écart entre deux titres : en durée                                           | 12 ans                     | Seppo Harjanne                                                            | 1985, 1997 |
| Titre le plus jeune                                                          | 27                         | Christian Geistdörfer                                                     | âge en 1980 |
| Titre le plus âgé                                                            | 49                         | Seppo Harjanne                                                            | âge en 1997 |
| Victoires                                                                    |                            |                                                                           | |
| Victoires                                                                    | 79                         | Daniel Elena                                                              | http://www.juwra.com/codriver_statistics_wins.html |
| Rallyes différents remportés                                                 | 23                         | Daniel Elena                                                              | |
| Victoire avec différents pilotes                                             | 4                          | Arne Hertz                                                                | http://www.juwra.com/stats_codriver_driver_diversity.html |
| Podiums                                                                      |                            |                                                                           | |
| Podiums                                                                      | 119                        | Daniel Elena                                                              | http://www.juwra.com/codriver_statistics_podiums.html |
| Podium avec différents pilotes                                               | 7                          | Denis Giraudet                                                            | http://www.juwra.com/stats_codriver_driver_diversity.html |
| Participations                                                               |                            |                                                                           | |
| Départs                                                                      | 220                        | Miikka Anttila                                                            | http://www.juwra.com/codriver_statistics_starts.html |
|                                                                              |                            |                                                                           | |
| Classements sur le même rallye                                               | 21                         | Timo Hantunen                                                             | au rallye de Finlande |
| Records : constructeurs                                                      |                            |                                                                           | |
| Titres                                                                       |                            |                                                                           | |
| Record                                                                       | Valeur(s)                  | Constructeur                                                              | Commentaire |
| Titres de champion du monde                                                  | 10                         | Lancia                                                                    | Champion 1974, 1975, 1976, 1983, 1987, 1988, 1989, 1990, 1991, 1992 |
| Titres de champion du monde consécutifs                                      | 6                          | Lancia                                                                    | Champion 1987, 1988, 1989, 1990, 1991, 1992 |
| Champion avec le plus de victoires sur la saison                             | 12                         | Volkswagen                                                                | Lors du championnat du monde 2014 |
| Champion avec le meilleur ratio de victoires sur la saison                   | 92,31 %                    | Volkswagen                                                                | Lors du championnat du monde 2014 : 12 victoires sur 13 rallyes |
| Champion avec le moins de victoires en une saison                            | 1                          | Talbot Toyota                                                             | Lors du championnat du monde 1981 Lors du championnat du monde 1999 |
| Champion avec le plus faible ratio de victoires sur la saison                | 7,14 %                     | Toyota                                                                    | Lors du championnat du monde 1999 : 1 victoire sur 14 rallyes |
| Titres de champion du monde pilote                                           | 9                          | Citroën                                                                   | Titre pilote en 2004, 2005, 2006, 2007, 2008, 2009, 2010, 2011, 2012 |
| Titres de champion du monde copilote                                         | 9                          | Citroën                                                                   | Titre copilote en 2004, 2005, 2006, 2007, 2008, 2009, 2010, 2011, 2012 |
| Victoires                                                                    |                            |                                                                           | |
| Victoires (toutes surfaces)                                                  | 102                        | Citroën                                                                   | http://www.juwra.com/makes_wins.html |
| Doublés                                                                      | 29                         | Citroën                                                                   | http://www.juwra.com/stats_make_double_wins.html |
| Triplés                                                                      | 10                         | Lancia                                                                    | http://www.juwra.com/stats_make_triple_wins.html |
| Quadruplés                                                                   | 4                          | Lancia                                                                    | http://www.juwra.com/stats_make_multiple_wins.html |
| Quintuplés                                                                   | 1                          | Lancia                                                                    | au Rallye du Portugal 1990 |
| Rallyes différents remportés                                                 | 24                         | Ford                                                                      | http://www.juwra.com/stats_make_wins_different_rally.html |
| Victoires consécutives (toutes surfaces)                                     | 12                         | Volkswagen                                                                | du Rallye d'Australie 2013 au Rallye de Finlande 2014 |
| Victoires consécutives sur asphalte (100% asphalte)                          | 23                         | Citroën                                                                   | du Rallye d'Allemagne 2005 au Rallye d'Allemagne 2013 |
| Victoires sur le même rallye                                                 | 13                         | Ford                                                                      | Rallye de l'Acropole 1977, 1979, 1980, 1981, 1993, 1997, 2000, 2001, 2002, 2003, 2006, 2007, 2009 |
| Victoires consécutives sur le même rallye                                    | 11                         | Citroën                                                                   | au Rallye d'Allemagne de 2002 à 2013 |
| Victoires en une saison                                                      | 12                         | Volkswagen                                                                | Lors du championnat du monde 2014 |
| Ratio de victoires sur une saison                                            | 92,31 %                    | Volkswagen                                                                | Lors du championnat du monde 2014 : 12 victoires sur 13 rallyes |
| Victoire avec différents pilotes                                             | 19                         | Ford                                                                      | http://www.juwra.com/stats_driver_make_diversity.html |
| Podium                                                                       |                            |                                                                           | |
| Podium                                                                       | 357                        | Ford                                                                      | « Voir comparatif par constructeur ci-dessous » |
| Podium consécutifs                                                           | 38                         | Citroën                                                                   | du Rallye du Mexique 2008 au Rallye de Grande-Bretagne 2010 |
| 2e places                                                                    | 123                        | Ford                                                                      | « Voir comparatif par constructeur ci-dessous » |
| 3e places                                                                    | 144                        | Ford                                                                      | « Voir comparatif par constructeur ci-dessous » |
| Points                                                                       |                            |                                                                           | |
| Rallyes consécutifs dans les points                                          | 227                        | Ford                                                                      | du Rallye Monte-Carlo 2002 au Tour de Corse 2018 |
| Étapes spéciales                                                             |                            |                                                                           | |
| Victoires d'étapes spéciales                                                 | 2875                       | Ford                                                                      | « Voir comparatif par constructeur ci-dessous » |

## Comparatif par pilotes
Mise à jour après le Rally Monte Carlo 2022

### Titres WRC et victoires des pilotes
| 1 | Sébastien Loeb  | 9 | 2004, 2005, 2006, 2007, 2008, 2009, 2010, 2011, 2012 |
| 2 | Sébastien Ogier | 8 | 2013, 2014, 2015, 2016, 2017, 2018, 2020, 2021       |
| 3 | Juha Kankkunen  | 4 | 1986, 1987, 1991, 1993                               |
| 3 | Tommi Mäkinen   | 4 | 1996, 1997, 1998, 1999                               |
| 5 | Walter Röhrl    | 2 | 1980, 1982                                           |
| 5 | Massimo Biasion | 2 | 1988, 1989                                           |
| 5 | Carlos Sainz    | 2 | 1990, 1992                                           |
| 5 | Marcus Grönholm | 2 | 2000, 2002                                           |
| 9 | Björn Waldegård | 1 | 1979                                                 |
| 9 | Ari Vatanen     | 1 | 1981                                                 |
| 9 | Hannu Mikkola   | 1 | 1983                                                 |
| 9 | Stig Blomqvist  | 1 | 1984                                                 |
| 9 | Timo Salonen    | 1 | 1985                                                 |
| 9 | Didier Auriol   | 1 | 1994                                                 |
| 9 | Colin McRae     | 1 | 1995                                                 |
| 9 | Richard Burns   | 1 | 2001                                                 |
| 9 | Petter Solberg  | 1 | 2003                                                 |
| 9 | Ott Tänak       | 1 | 2019                                                 |

| Nombre de rallyes remportés | Nombre de rallyes remportés | Nombre de rallyes remportés | Nombre de rallyes remportés | Nombre de rallyes remportés | Nombre de rallyes remportés | Nombre de rallyes remportés |
| #                           | Pilote                      | Total                       | Différents                  | Terre                       | Asphalte                    | Neige                       |
| --------------------------- | --------------------------- | --------------------------- | --------------------------- | --------------------------- | --------------------------- | --------------------------- |
| 1                           | Sébastien Loeb              | 80                          | 21                          | 42                          | 36                          | 2                           |
| 2                           | Sébastien Ogier             | 54                          | 20                          |                             |                             |                             |
| 3                           | Marcus Grönholm             | 30                          | 12                          | 24                          | 1                           | 5                           |
| 4                           | Carlos Sainz                | 26                          | 13                          | 20                          | 6                           | 0                           |
| 5                           | Colin McRae                 | 25                          | 11                          | 19                          | 6                           | 0                           |
| 6                           | Tommi Mäkinen               | 24                          | 10                          | 14                          | 7                           | 3                           |
| 7                           | Juha Kankkunen              | 23                          | 11                          | 22                          | 0                           | 1                           |
| 8                           | Didier Auriol               | 20                          | 9                           | 6                           | 14                          | 0                           |
| 9                           | Markku Alén                 | 19                          | 8                           | 14                          | 4                           | 1                           |
| 10                          | Hannu Mikkola               | 18                          | 9                           | 16                          | 0                           | 2                           |
| 10                          | Jari-Matti Latvala          | 18                          | 9                           | 13                          | 1                           | 4                           |
| 11                          | Massimo Biasion             | 17                          | 7                           | 12                          | 5                           | 0                           |
| 13                          | Björn Waldegård             | 16                          | 8                           | 12                          | 2                           | 2                           |
| 14                          | Mikko Hirvonen              | 15                          | 11                          | 12                          | 0                           | 3                           |
| 15                          | Walter Röhrl                | 14                          | 8                           | 8                           | 6                           | 0                           |
| 16                          | Petter Solberg              | 13                          | 10                          | 11                          | 1                           | 1                           |
| 17                          | Ott Tänak                   | 12                          | 9                           | 9                           | 3                           | 0                           |
| 17                          | Thierry Neuville            | 12                          | 9                           | 8                           | 3                           | 1                           |

| Nombre de rallyes remportés (suite) | Nombre de rallyes remportés (suite) | Nombre de rallyes remportés (suite) | Nombre de rallyes remportés (suite) | Nombre de rallyes remportés (suite) | Nombre de rallyes remportés (suite) | Nombre de rallyes remportés (suite) |
| #                                   | Pilote                              | Total                               | Différents                          | Terre                               | Asphalte                            | Neige                               |
| ----------------------------------- | ----------------------------------- | ----------------------------------- | ----------------------------------- | ----------------------------------- | ----------------------------------- | ----------------------------------- |
| 19                                  | Stig Blomqvist                      | 11                                  | 7                                   | 6                                   | 0                                   | 5                                   |
| 19                                  | Timo Salonen                        | 11                                  | 9                                   | 10                                  | 0                                   | 1                                   |
| 21                                  | Ari Vatanen                         | 10                                  | 8                                   | 7                                   | 2                                   | 1                                   |
| 21                                  | Richard Burns                       | 10                                  | 7                                   | 10                                  | 0                                   | 0                                   |
| 23                                  | Bernard Darniche                    | 7                                   | 3                                   | 1                                   | 6                                   | 0                                   |
| 23                                  | Sandro Munari                       | 7                                   | 5                                   | 3                                   | 4                                   | 0                                   |
| 23                                  | Gilles Panizzi                      | 7                                   | 3                                   | 0                                   | 7                                   | 0                                   |
| 27                                  | Kenneth Eriksson                    | 6                                   | 3                                   | 3                                   | 0                                   | 3                                   |
| 28                                  | Markko Märtin                       | 5                                   | 5                                   | 3                                   | 2                                   | 0                                   |
| 28                                  | Shekhar Mehta                       | 5                                   | 1                                   | 5                                   | 0                                   | 0                                   |
| 28                                  | Jean-Pierre Nicolas                 | 5                                   | 5                                   | 3                                   | 2                                   | 0                                   |
| 28                                  | Jean-Luc Thérier                    | 5                                   | 3                                   | 3                                   | 2                                   | 0                                   |
| 32                                  | François Delecour                   | 4                                   | 4                                   | 1                                   | 3                                   | 0                                   |
| 32                                  | Timo Mäkinen                        | 4                                   | 2                                   | 4                                   | 0                                   | 0                                   |
| 32                                  | Michèle Mouton                      | 4                                   | 4                                   | 3                                   | 1                                   | 0                                   |
| 35                                  | Jean-Claude Andruet                 | 3                                   | 3                                   | 0                                   | 3                                   | 0                                   |
| 35                                  | Jean Ragnotti                       | 3                                   | 2                                   | 0                                   | 3                                   | 0                                   |
| 35                                  | Henri Toivonen                      | 3                                   | 2                                   | 2                                   | 1                                   | 0                                   |

 : Présents en 2022

### Participations, podiums, points marqués, victoires d'étapes remportées
Mise à jour après le Rallye Monte-Carlo 2022 
| 1 | Jari-Matti Latvala | 209 |
| 2 | Carlos Sainz       | 196 |
| 3 | Petter Solberg     | 190 |
| 4 | Sébastien Loeb     | 181 |
| 5 | Daniel Sordo       | 176 |
| 6 | Sébastien Ogier    | 169 |
| 7 | Mikko Hirvonen     | 163 |
| 8 | Juha Kankkunen     | 162 |
| 9 | Didier Auriol      | 152 |
| 9 | Marcus Grönholm    | 152 |

| 1  | Sébastien Loeb     | 120 |
| 2  | Carlos Sainz       | 97  |
| 3  | Sébastien Ogier    | 92  |
| 4  | Juha Kankkunen     | 75  |
| 5  | Mikko Hirvonen     | 69  |
| 6  | Jari-Matti Latvala | 67  |
| 7  | Marcus Grönholm    | 61  |
| 8  | Markku Alén        | 56  |
| 9  | Didier Auriol      | 53  |
| 10 | Petter Solberg     | 52  |

| 1  | Sébastien Ogier    | 2556 |
| 2  | Sébastien Loeb     | 1770 |
| 3  | Jari-Matti Latvala | 1668 |
| 4  | Thierry Neuville   | 1483 |
| 5  | Daniel Sordo       | 1247 |
| 6  | Carlos Sainz       | 1242 |
| 7  | Mikko Hirvonen     | 1210 |
| 8  | Juha Kankkunen     | 1140 |
| 9  | Ott Tänak          | 1103 |
| 10 | Petter Solberg     | 852  |

| 1  | Sébastien Loeb     | 931    |
| 2  | Markku Alén        | 821[1] |
| 3  | Carlos Sainz       | 756    |
| 4  | Juha Kankkunen     | 700    |
| 5  | Hannu Mikkola      | 654[1] |
| 6  | Sébastien Ogier    | 636    |
| 7  | Didier Auriol      | 554    |
| 8  | Ari Vatanen        | 542[1] |
| 8  | Marcus Grönholm    | 542    |
| 10 | Jari-Matti Latvala | 539    |

1.  Le nombre exact de temps scratchs réalisés par ces pilotes reste encore inconnu du fait du manque d'informations pour certaines éditions de rallyes du calendrier mondial entre 1973 et 1978 (notamment le rallye de Suède et le rallye de Nouvelle-Zélande). De ce fait, le record de Markku Alén se situe plus vraisemblablement aux alentours des 830 scratchs.
Remarques :
- Le classement relatif au nombre total de points marqués par un pilote durant sa carrière est purement honorifique. En effet, les barèmes d'attribution des points ont fortement varié suivant les époques. La victoire valait auparavant 10 points, tandis que maintenant elle est créditée de 25 points. Nous pouvons ajouter à cela l'attribution de points spéciaux dans la power stage. Les pilotes des années 2010 grimpent ainsi plus vite dans le classement.
- Il existe quelques rares « passerelles » Formule 1 / Rallyes WRC: des années 1950 à 1970, outre quelques cas "anecdotiques" (Robert La Caze, Jorge de Bagration…), Vic Elford en "précurseur notable" a été champion d'Europe des rallyes en groupe 3 en 1967, vainqueur du Monte-Carlo en 1968, et a disputé 13 Grand-Prix de 1968 à 1971. Carlos Reutemann, vice-champion du monde de formule 1 en 1981, est le seul pilote à être jamais monté sur des podiums de F1 ET de championnat du monde des rallyes (3e -et premier argentin- de son rallye national en 1980, et 1985 (copilote Jean-François Fauchille)). En 1990 le britannique Derek Warwick participe au RAC Rally sur Subaru Legacy RS. En 2009, Sébastien Loeb aurait dû participer au dernier grand prix de formule 1 de la saison à Abou Dabi sur une monoplace Red Bull-Renault, mais la super-licence lui fut in fine refusée par la FIA. Kimi Räikkönen, champion du monde de formule 1 en 2007, n'est quant à lui pas encore parvenu à monter sur un podium en WRC depuis 2009. Robert Kubica, pilote de formule 1 sur Lotus-Renault, s'est quant à lui grièvement blessé à la Ronda di Andora (dans un championnat régional italien de rallye) sur une Skoda Fabia Super 2000, le 6 février 2011 : il avait terminé 3e du Rallye d'Antibes en championnat d'Europe de rallye 2010 et 4e du Rallye du Var en championnat de France de rallye 2010, le tout sur Renault Clio S1600. Martin Brundle a participé à deux reprises au RAC Rally durant les années 1990, dont une avec Arne Hertz en 1999. Stéphane Sarrazin a disputé 1 Grand-Prix la même année, puis 15 rallyes en WRC ultérieurement.

### Plus jeunes et plus «vieux» vainqueurs
Mise à jour après le Rallye Monte-Carlo 2022 
| 1  | Kalle Rovanperä    | 20 ans et 289 jours | Estonie 2021          |
| 2  | Jari-Matti Latvala | 22 ans et 313 jours | Suède 2008            |
| 3  | Henri Toivonen     | 24 ans et 86 jours  | Grande-Bretagne 1980  |
| 4  | Markku Alén        | 24 ans et 156 jours | Portugal 1975         |
| 5  | Mads Østberg       | 24 ans et 173 jours | Portugal 2012         |
| 6  | François Duval     | 24 ans et 359 jours | Australie 2005        |
| 7  | Colin McRae        | 25 ans et 2 jours   | Nouvelle-Zélande 1993 |
| 8  | Timo Salonen       | 25 ans et 345 jours | Canada 1977           |
| 9  | Juha Kankkunen     | 26 ans et 6 jours   | Safari 1985           |
| 10 | Thierry Neuville   | 26 ans et 68 jours  | Allemagne 2014        |

| 1  | Sébastien Loeb    | 47 ans et 331 jours | Monte-Carlo 2022      |
| 2  | Björn Waldegård   | 46 ans et 155 jours | Safari 1990           |
| 3  | Hannu Mikkola     | 44 ans et 331 jours | Safari 1987           |
| 4  | Pentti Airikkala  | 44 ans et 80 jours  | Grande-Bretagne 1989  |
| 5  | Joginder Singh    | 44 ans et 70 jours  | Safari 1976           |
| 6  | Kenjirō Shinozuka | 44 ans et 13 jours  | Côte d'Ivoire 1992    |
| 7  | Didier Auriol     | 42 ans et 219 jours | Catalogne 2001        |
| 8  | Ingvar Carlsson   | 42 ans et 107 jours | Nouvelle-Zélande 1989 |
| 9  | Carlos Sainz      | 42 ans et 98 jours  | Argentine 2004        |
| 10 | Kenneth Eriksson  | 41 ans et 83 jours  | Nouvelle-Zélande 1997 |

### Statistiques des pilotes champions du monde
Mise à jour après le Rallye Monte-Carlo 2022 
| Pilote            | Titre(s) | Saison(s)             | Dép. | Vic. | #  | %.Vic.  | 2e | 3e | Pod. | %.Pod.  | Ab. | %. Ab.  | Point. | ES. |
| ----------------- | -------- | --------------------- | ---- | ---- | -- | ------- | -- | -- | ---- | ------- | --- | ------- | ------ | --- |
| Sandro Munari [1] | 1        | 1977                  | 36   | 7    | 5  | 19,44 % | 2  | 5  | 14   | 38,89 % | 18  | 50,00 % | 7      | 111 |
| Markku Alén [1]   | 1        | 1978                  | 129  | 19   | 8  | 14,73 % | 18 | 19 | 56   | 43,41 % | 42  | 32,56 % | 840    | 821 |
| Björn Waldegård   | 1        | 1979                  | 95   | 16   | 8  | 16,84 % | 10 | 9  | 35   | 36,84 % | 34  | 35,79 % | 428    | 290 |
| Walter Röhrl      | 2        | 1980, 1982            | 75   | 14   | 8  | 18,67 % | 10 | 7  | 31   | 41,33 % | 33  | 44,00 % | 494    | 439 |
| Ari Vatanen       | 1        | 1981                  | 101  | 10   | 8  | 9,90 %  | 13 | 4  | 27   | 26,73 % | 54  | 53,47 % | 518    | 542 |
| Hannu Mikkola     | 1        | 1983                  | 123  | 18   | 9  | 14,63 % | 17 | 9  | 44   | 35,77 % | 61  | 49,59 % | 655    | 654 |
| Stig Blomqvist    | 1        | 1984                  | 122  | 11   | 7  | 9,02 %  | 15 | 7  | 33   | 27,05 % | 43  | 35,25 % | 573    | 486 |
| Timo Salonen      | 1        | 1985                  | 95   | 11   | 9  | 11,58 % | 10 | 3  | 24   | 25,26 % | 39  | 41,05 % | 524    | 257 |
| Juha Kankkunen    | 4        | 1986-1987, 1991, 1993 | 162  | 23   | 11 | 14,20 % | 32 | 20 | 75   | 46,30 % | 43  | 26,54 % | 1140   | 700 |
| Massimo Biasion   | 2        | 1988-1989             | 78   | 17   | 7  | 21,79 % | 11 | 12 | 40   | 51,28 % | 18  | 23,08 % | 768    | 373 |
| Carlos Sainz      | 2        | 1990, 1992            | 196  | 26   | 13 | 13,27 % | 36 | 35 | 97   | 49,49 % | 46  | 23,47 % | 1 242  | 756 |
| Didier Auriol     | 1        | 1994                  | 152  | 20   | 9  | 13,16 % | 15 | 18 | 53   | 34,87 % | 55  | 36,18 % | 747    | 554 |
| Colin McRae       | 1        | 1995                  | 146  | 25   | 11 | 17,12 % | 9  | 8  | 42   | 28,77 % | 60  | 41,10 % | 626    | 477 |
| Tommi Mäkinen     | 4        | 1996-1999             | 139  | 24   | 10 | 17,27 % | 5  | 16 | 45   | 32,37 % | 56  | 40,29 % | 544    | 362 |
| Marcus Grönholm   | 2        | 2000, 2002            | 152  | 30   | 12 | 19,74 % | 22 | 9  | 61   | 40,13 % | 53  | 34,87 % | 615    | 542 |
| Richard Burns     | 1        | 2001                  | 104  | 10   | 7  | 9,62 %  | 16 | 8  | 34   | 32,69 % | 31  | 29,81 % | 351    | 277 |
| Petter Solberg    | 1        | 2003                  | 190  | 13   | 10 | 6,91 %  | 15 | 24 | 52   | 27,66 % | 47  | 25,00 % | 852    | 457 |
| Sébastien Loeb    | 9        | 2004-2012             | 181  | 80   | 21 | 44,2 %  | 29 | 11 | 120  | 66,3 %  | 22  | 12,4 %  | 1 770  | 931 |
| Sébastien Ogier   | 8        | 2013-2018, 2020, 2021 | 169  | 54   | 16 | 31,6%   | 21 | 17 | 92   | 54,4%   | 15  | 9,67 %  | 2 556  | 636 |
| Ott Tänak         | 1        | 2019                  | 112  | 13   | 8  | 11.60 % | 11 | 6  | 30   | 26,78 % | 19  | 16,96 % | 975    | 235 |

1.  Vainqueur de la coupe FIA des pilotes

#### Statistiques par saisons des pilotes champions du monde
| Saison | Champion        | Nbr. manche | Dép. | Vic.             | %. Vic. | 2e | 3e | Pod. | %. Pod. | Nbr. | Point. | Ab. | %. Ab. | ES. | E.S. Vic. | %.     | E.S. Leader.      | %.      |
| ------ | --------------- | ----------- | ---- | ---------------- | ------- | -- | -- | ---- | ------- | ---- | ------ | --- | ------ | --- | --------- | ------ | ----------------- | ------- |
| 1979   | Björn Waldegård | 12          | 9    | 02 (4)           | 16,7 %  | 4  | 1  | 7    | 58,3 %  | 9    | 112    | 0   | 0 %    | 449 | 086 (87)  | 19,2 % | 078 (153)         | 17,4 %  |
| 1980   | Walter Röhrl    | 12          | 7    | 04               | 33,3 %  | 4  | 0  | 6    | 50 %    | 7    | 118    | 0   | 0 %    | 409 | 075       | 18,3 % | 106               | 25,8 %  |
| 1981   | Ari Vatanen     | 12          | 10   | 03               | 25 %    | 2  | 0  | 5    | 41,7 %  | 7    | 96     | 3   | 30 %   | 398 | 071 (141) | 17,8 % | 070 (175)         | 17,6 %  |
| 1982   | Walter Röhrl    | 12          | 10   | 02 (3)           | 16,7 %  | 2  | 0  | 8    | 66,7 %  | 9    | 109    | 1   | 10 %   | 422 | 042 (94)  | 10 %   | 050 (133)         | 11,8 %  |
| 1983   | Hannu Mikkola   | 12          | 12   | 04               | 33,3 %  | 3  | 0  | 7    | 53,8 %  | 8    | 125    | 4   | 33,3 % | 397 | 083 (111) | 20,9 % | 084 (116)         | 21,2 %  |
| 1984   | Stig Blomqvist  | 12          | 12   | 05               | 41,7 %  | 1  | 0  | 6    | 50 %    | 8    | 125    | 3   | 25 %   | 413 | 069 (114) | 17,6 % | 142 (152)         | 34,4 %  |
| 1985   | Timo Salonen    | 12          | 11   | 05               | 41,7 %  | 1  | 2  | 8    | 66,7 %  | 9    | 127    | 2   | 18,2 % | 420 | 095       | 22,6 % | 152               | 36,2 %  |
| 1986   | Juha Kankkunen  | 12          | 10   | 03               | 25 %    | 2  | 1  | 6    | 50 %    | 8    | 118    | 2   | 20 %   | 387 | 065 (113) | 16,8 % | 088 (94)          | 22,7 %  |
| 1987   | Juha Kankkunen  | 13          | 7    | 02 (3)           | 15,4 %  | 2  | 1  | 5    | 38,5 %  | 7    | 100    | 0   | 0 %    | 419 | 090       | 21,5 % | 072 (120)         | 17,2 %  |
| 1988   | Massimo Biasion | 13          | 7    | 05               | 38,5 %  | 1  | 0  | 6    | 46,2 %  | 6    | 115    | 1   | 14,3 % | 407 | 069 (93)  | 17 %   | 133               | 32,7 %  |
| 1989   | Massimo Biasion | 13          | 6    | 05               | 38,5 %  | 0  | 0  | 5    | 38,5 %  | 6    | 106    | 0   | 0 %    | 415 | 054 (55)  | 13 %   | 077               | 18,6 %  |
| 1990   | Carlos Sainz    | 12          | 11   | 04               | 33,3 %  | 4  | 1  | 9    | 75 %    | 10   | 140    | 1   | 9,1 %  | 373 | 136       | 36,5 % | 154               | 41,3 %  |
| 1991   | Juha Kankkunen  | 14          | 12   | 05 (5)           | 37,5 %  | 2  | 0  | 7    | 50 %    | 10   | 150    | 1   | 9,1 %  | 425 | 057 (113) | 13,4 % | 076 (157)         | 17,9 %  |
| 1992   | Carlos Sainz    | 14          | 10   | 04 (6)           | 28,6 %  | 2  | 2  | 8    | 57,1 %  | 9    | 144    | 1   | 10 %   | 392 | 068 (105) | 17,3 % | 104 (173)         | 26,5 %  |
| 1993   | Juha Kankkunen  | 13          | 10   | 05               | 38,5 %  | 1  | 1  | 7    | 53,8 %  | 9    | 135    | 1   | 10 %   | 371 | 086       | 23,2 % | 128               | 34,5 %  |
| 1994   | Didier Auriol   | 10          | 10   | 03               | 30 %    | 2  | 1  | 6    | 60 %    | 8    | 116    | 2   | 20 %   | 264 | 059       | 22,3 % | 046 (76)          | 17,4 %  |
| 1995   | Colin McRae     | 8           | 8    | 02 (3)           | 25 %    | 2  | 1  | 5    | 62,5 %  | 6    | 90     | 2   | 25 %   | 215 | 047       | 21,9 % | 040 (53)          | 18,6 %  |
| 1996   | Tommi Mäkinen   | 9           | 9    | 05               | 55,6 %  | 1  | 0  | 6    | 66,7 %  | 7    | 123    | 2   | 22,2 % | 210 | 070       | 33,3 % | 103               | 49 %    |
| 1997   | Tommi Mäkinen   | 14          | 14   | 04 (5)           | 28,6 %  | 1  | 4  | 9    | 64,3 %  | 10   | 63     | 4   | 28,6 % | 308 | 078       | 25,3 % | 065 (79)          | 21,1 %  |
| 1998   | Tommi Mäkinen   | 13          | 13   | 05               | 38,5 %  | 0  | 2  | 7    | 53,8 %  | 7    | 58     | 6   | 46,2 % | 283 | 041 (62)  | 14,5 % | 084               | 29,7 %  |
| 1999   | Tommi Mäkinen   | 14          | 14   | 04               | 28,6 %  | 1  | 4  | 7    | 50 %    | 11   | 62     | 4   | 28,6 % | 283 | 056       | 19,8 % | 059 Richard Burns | 20,5 %  |
| 2000   | Marcus Grönholm | 14          | 14   | 04 Richard Burns | 28,6 %  | 3  | 0  | 7    | 50 %    | 10   | 65     | 4   | 28,6 % | 269 | 042 (68)  | 15,6 % | 091               | 33,58 % |
| 2001   | Richard Burns   | 14          | 14   | 01 (4)           | 7,1 %   | 4  | 1  | 6    | 42,9 %  | 8    | 44     | 4   | 28,6 % | 276 | 035 (35)  | 13,1 % | 026 (61)          | 9,7 %   |
| 2002   | Marcus Grönholm | 14          | 14   | 05               | 35,7 %  | 3  | 1  | 9    | 64,3 %  | 10   | 77     | 3   | 21,4 % | 265 | 069       | 26 %   | 095               | 35,8 %  |
| 2003   | Petter Solberg  | 14          | 14   | 04               | 26,8 %  | 1  | 2  | 7    | 50 %    | 11   | 72     | 3   | 21,4 % | 275 | 048 (52)  | 17,5 % | 036 (77)          | 13,1 %  |
| 2004   | Sébastien Loeb  | 16          | 16   | 06               | 26,8 %  | 6  | 0  | 12   | 75 %    | 14   | 118    | 2   | 12,5 % | 323 | 065 (95)  | 20,1 % | 097               | 30 %    |
| 2005   | Sébastien Loeb  | 16          | 16   | 10               | 62,5 %  | 2  | 1  | 13   | 81,3 %  | 14   | 127    | 2   | 12,5 % | 299 | 129       | 41,3 % | 173               | 57,9 %  |
| 2006   | Sébastien Loeb  | 16          | 12   | 08               | 50 %    | 4  | 0  | 12   | 75 %    | 12   | 112    | 0   | 0 %    | 308 | 086 (123) | 27,9 % | 106 (163)         | 34,4 %  |
| 2007   | Sébastien Loeb  | 16          | 16   | 08               | 50 %    | 3  | 2  | 13   | 81,3 %  | 13   | 116    | 2   | 12,5 % | 311 | 102       | 32,8 % | 131               | 42,1 %  |
| 2008   | Sébastien Loeb  | 15          | 15   | 11               | 73,3 %  | 0  | 2  | 13   | 86,7 %  | 13   | 122    | 1   | 6,7 %  | 301 | 116       | 38,5 % | 160               | 53,2 %  |
| 2009   | Sébastien Loeb  | 12          | 12   | 07               | 58,3 %  | 2  | 0  | 9    | 75 %    | 11   | 93     | 1   | 8,3 %  | 241 | 088       | 36,5 % | 107               | 44,4 %  |
| 2010   | Sébastien Loeb  | 13          | 13   | 08               | 61,5 %  | 2  | 2  | 12   | 92,3 %  | 13   | 276    | 0   | 0 %    | 260 | 096       | 36,9 % | 118               | 45,4 %  |
| 2011   | Sébastien Loeb  | 13          | 13   | 05 (5)           | 38,5 %  | 3  | 1  | 9    | 62,9 %  | 11   | 222    | 2   | 15,4 % | 267 | 065 (68)  | 24,3 % | 089               | 33,3 %  |
| 2012   | Sébastien Loeb  | 13          | 13   | 09               | 69,2 %  | 1  | 0  | 10   | 76,9 %  | 11   | 270    | 2   | 15,4 % | 259 | 072       | 27,8 % | 151               | 58,3 %  |
| 2013   | Sébastien Ogier | 13          | 13   | 09               | 69,2 %  | 2  | 0  | 11   | 84,6 %  | 12   | 290    | 1   | 7,7 %  | 240 | 110       | 45,8 % | 151               | 62,9 %  |
| 2014   | Sébastien Ogier | 13          | 13   | 08               | 61,5 %  | 2  | 0  | 10   | 76,9 %  | 13   | 267    | 0   | 0 %    | 254 | 094       | 37 %   | 125               | 49,2 %  |
| 2015   | Sébastien Ogier | 13          | 13   | 08               | 61,5 %  | 2  | 0  | 10   | 76,9 %  | 13   | 263    | 1   | 7,7 %  | 236 | 095       | 40,3 % | 128               | 54,2 %  |
| 2016   | Sébastien Ogier | 13          | 13   | 06               | 46,2 %  | 3  | 2  | 11   | 84,6 %  | 12   | 268    | 0   | 0 %    | 251 | 072       | 28,7 % | 083               | 33,1 %  |
| 2017   | Sébastien Ogier | 13          | 13   | 02 (4)           | 15,4 %  | 3  | 4  | 9    | 62,9 %  | 12   | 232    | 1   | 7,7 %  | 251 | 022 (55)  | 8,8 %  | 015 (52)          | 6 %     |
| 2018   | Sébastien Ogier | 13          | 13   | 04               | 30,8 %  | 2  | 0  | 6    | 46,2 %  | 12   | 219    | 1   | 7,7 %  | 256 | 038 (70)  | 14,8 % | 065 (86)          | 25,4 %  |
| Saison | Champion        | Nbr. manche | Dép. | Vic.             | %. Vic. | 2e | 3e | Pod. | %. Pod. | Nbr. | Point. | Ab. | %. Ab. | ES. | E.S. Vic. | %.     | E.S. Leader.      | %.      |

## Comparatif par constructeur
Mise à jour après le  ACI Rally Monza 2021

### Titres, rallyes remportés, podiums
Remarques:  Victoires effectives que le constructeur participe ou non audit au championnat des constructeurs
| 1  | Lancia         | 10 | 1974-1976, 1983, 1987-1992  |
| 2  | Citroën        | 8  | 2003-2005, 2008-2012        |
| 3  | Peugeot        | 5  | 1985-1986, 2000-2002        |
| 3  | Toyota         | 5  | 1993-1994, 1999, 2018, 2021 |
| 5  | Volkswagen     | 4  | 2013-2016                   |
| 6  | Fiat           | 3  | 1977-1978, 1980             |
| 6  | Ford           | 3  | 1979, 2006-2007             |
| 6  | Subaru         | 3  | 1995, 1997                  |
| 9  | Audi           | 2  | 1982, 1984                  |
| 9  | Hyundai        | 2  | 2019, 2020                  |
| 11 | Alpine-Renault | 1  | 1973                        |
| 11 | Talbot         | 1  | 1981                        |
| 11 | Mitsubishi     | 1  | 1998                        |
| 11 | M-Sport        | 1  | 2017 [5]                    |

| 1  | Citroën    | 102 |
| 2  | Ford       | 91  |
| 3  | Lancia     | 73  |
| 4  | Toyota     | 69  |
| 5  | Peugeot    | 48  |
| 6  | Subaru     | 47  |
| 7  | Volkswagen | 44  |
| 8  | Mitsubishi | 34  |
| 9  | Audi       | 24  |
| 10 | Fiat       | 21  |
| 11 | Hyundai    | 20  |

| 12 | Datsun/Nissan  | 9 |
| 13 | Alpine-Renault | 6 |
| 13 | Opel           | 6 |
| 13 | Renault        | 6 |
| 16 | Saab           | 4 |
| 17 | Mazda          | 3 |
| 18 | Porsche        | 2 |
| 18 | Mercedes-Benz  | 2 |
| 18 | Talbot         | 2 |
| 18 | BMW            | 2 |

| 1  | Ford       | 363 |
| 2  | Citroën    | 245 |
| 3  | Lancia     | 193 |
| 4  | Toyota     | 163 |
| 5  | Peugeot    | 133 |
| 6  | Subaru     | 128 |
| 7  | Volkswagen | 92  |
| 8  | Mitsubishi | 76  |
| 9  | Audi       | 71  |
| 10 | Fiat       | 61  |

### Statistiques des constructeurs champions du monde
Remarques:  Victoires effectives que le constructeur participe ou non audit au championnat des constructeurs.
Mise à jour après le  Rallye d'Australie 2018
| Marque         | Titre(s)  | Saison(s)                  | Vic. | # R. | # Pil. | x2 | x3 | x4 | x5 | 2e  | 3e  | Pod. | ES.   |
| -------------- | --------- | -------------------------- | ---- | ---- | ------ | -- | -- | -- | -- | --- | --- | ---- | ----- |
| Alpine-Renault | 01        | 1973                       | 6    | 6    | 4      | 01 | 02 | -  | -  | 3   | 5   | 14   | -     |
| Lancia         | 10        | 1974-1976, 1983, 1987-1992 | 73   | 14   | 16     | 21 | 10 | 4  | 1  | 65  | 55  | 193  | 2 264 |
| Fiat           | 03        | 1977-1978, 1980            | 21   | 10   | 8      | 06 | 03 | -  | -  | 23  | 17  | 61   | 0 589 |
| Ford M-Sport   | 03 01 [1] | 1979, 2006-2007 2017 [1]   | 91   | 25   | 20     | 21 | 08 | 1  | -  | 126 | 146 | 363  | 2 890 |
| Talbot         | 01        | 1981                       | 5    | 2    | 2      | -  | -  | -  | -  | 5   | 3   | 10   | 0 093 |
| Audi           | 02        | 1982, 1984                 | 24   | 12   | 4      | 09 | 03 | 2  | -  | 24  | 23  | 71   | 1 073 |
| Peugeot        | 05        | 1985-1986, 2000-2002       | 48   | 17   | 11     | 17 | 01 | -  | -  | 46  | 39  | 133  | 1 055 |
| Toyota         | 04        | 1993-1994, 1999, 2018      | 50   | 16   | 11     | 06 | -  | 2  | -  | 54  | 59  | 163  | 1 533 |
| Subaru         | 03        | 1995-1997                  | 47   | 17   | 8      | 06 | 02 | -  | -  | 44  | 37  | 128  | 1 211 |
| Mitsubishi     | 01        | 1998                       | 34   | 12   | 8      | 02 | 01 | -  | -  | 17  | 25  | 76   | 0 638 |
| Citroën        | 08        | 2003-2005, 2008-2012       | 100  | 23   | 9      | 29 | 06 | 1  | -  | 82  | 65  | 247  | 1 538 |
| Volkswagen     | 04        | 2013-2016                  | 44   | 15   | 4      | 15 | 04 | -  | -  | 26  | 21  | 91   | 0 603 |

1.  En 2017, l'équipe M-Sport World Rally Team devient la première équipe privée à remporter le titre constructeur. En effet, depuis la fin de saison 2012, Ford n’est plus engagé officiellement en championnat du monde des rallyes.

### Résultats par nations
Mise à jour après l'ACI Rally Monza 2021 
| 1 | France      | Sébastien Loeb 9 Sébastien Ogier 8 Didier Auriol 1                                                              | 18     |
| 2 | Finlande    | Juha Kankkunen 4 Tommi Mäkinen 4 Marcus Grönholm 2 Ari Vatanen 1 Hannu Mikkola 1 Timo Salonen 1 (Markku Alén 1) | 13 (1) |
| 3 | Italie      | Massimo Biasion 2 (Sandro Munari 1)                                                                             | 2 (1)  |
| 4 | Allemagne   | Walter Röhrl 2                                                                                                  | 2      |
| 4 | Suède       | Björn Waldegård 1 Stig Blomqvist 1                                                                              | 2      |
| 4 | Espagne     | Carlos Sainz 2                                                                                                  | 2      |
| 4 | Royaume-Uni | Colin McRae 1 Richard Burns 1                                                                                   | 2      |
| 8 | Norvège     | Petter Solberg 1                                                                                                | 1      |
| 8 | Estonie     | Ott Tänak 1 | 1      |

| 1 | France       | Citroën 8 Peugeot 5 Alpine-Renault 1 Talbot 1 | 15 |
| 2 | Italie       | Lancia 10 Fiat 3                              | 13 |
| 3 | Japon        | Toyota 4 Subaru 3 Mitsubishi 1                | 8  |
| 4 | Allemagne    | Audi 2 Volkswagen 4                           | 6  |
| 5 | États-Unis   | Ford 3                                        | 3  |
| 6 | Royaume-Uni  | Talbot 1 M-Sport 1                            | 2  |
| 6 | Corée du Sud | Hyundai 2                                     | 2  |

| 1  | France           | 201 | 26 | 6  |
| 2  | Finlande         | 181 | 42 | 11 |
| 3  | Royaume-Uni      | 46  | 5  | 0  |
| 4  | Suède            | 43  | 7  | 3  |
| 5  | Italie           | 30  | 4  | 2  |
| 6  | Espagne          | 30  | 0  | 0  |
| 7  | Estonie          | 19  | 2  | 1  |
| 8  | Allemagne        | 17  | 1  | 0  |
| 8  | Norvège          | 17  | 1  | 1  |
| 9  | Belgique         | 15  | 3  | 0  |
| 10 | Kenya            | 8   | 1  | 0  |
| 11 | Autriche         | 2   | 0  | 0  |
| 11 | Japon            | 2   | 0  | 0  |
| 12 | Argentine        | 1   | 0  | 0  |
| 12 | Canada           | 1   | 0  | 0  |
| 12 | Nouvelle-Zélande | 1   | 0  | 0  |
| 12 | Portugal         | 1   | 0  | 0  |

 : Présents en 2019